# The Man in the Saddle
The Man in the Saddle è un film muto del 1926 diretto da Clifford Smith. Alcune fonti riportano come regista anche Lynn Reynolds, ma il suo nome manca nei dati del copyright che riporta solo quello di Smith.
Sceneggiato da Charles Logue da un proprio soggetto, il film aveva come interpreti Hoot Gibson, Charles Hill Mailes, Fay Wray e, in piccoli ruoli, anche Boris Karloff e Janet Gaynor. Il film era uscito nelle sale cinematografiche statunitensi l'11 luglio 1926.

## Trama
Tom Stewart ha aperto un resort nel suo ranch, dove accoglie i turisti di città. Un giorno, un gruppo di campeggiatori ritorna nel ranch raccontando di essere stato aggredito dai banditi. Lawrence, la loro guida, spiega ai turisti che si è trattato in realtà di una messa in scena organizzata per ravvivare la loro avventura nel West. Stewart conferma la storia e rifonde i danni subiti dal gruppo. Poi, però, telefona al suo vecchio amico Jeff, un ex pistolero in pensione, chiedendogli aiuto. Jeff gli manda allora suo figlio, Jeff junior, un eccezionale cavallerizzo e un grande tiratore ma anche un tipo rozzo e impacciato. Su insistenza di sua figlia Pauline, Stewart affida a Jeff lo svolgimento di una festa campestre. Laura Mayhew, una ragazza di città, si rivela essere in combutta con Lawrence, la guida: inviato un segnale luminoso nel buio della notte, provoca l'assenza di Jeff che si mette a inseguire gli orsi nel bosco mentre il campo viene assalito dai banditi guidati da Lawrence. Dopo essere stato sopraffatto, Jeff segue i malviventi verso il loro nascondiglio. Riuscirà a catturare Lawrence e a fargli confessare anche la complicità di Pauline che viene così arrestata pure lei. Lui, invece, si riunisce alla bella Pauline che gli ha conquistato il cuore.

## Produzione
Parte delle scene del film - prodotto dalla Universal - furono girate a Big Bear Lake, nella contea di San Bernardino, nella California del sud.

## Distribuzione
Il copyright del film, richiesto dalla Universal Pictures Corp., fu registrato il 22 giugno 1926 con il numero LP22856.

Distribuito negli Stati Uniti dalla Universal, il film - presentato da Carl Laemmle - uscì nelle sale l'11 luglio 1926 nella versione di 1.675 metri. Nel Regno Unito, fu distribuito il 10 settembre dello stesso anno in una versione leggermente accorciata di 1.665,45 metri. In Austria, prese il titolo Der Mann ohne Furcht, in Brasile quello di Na Pista dos Salteadores, in Francia quello di Le Signal dans la nuit, in Giappone quello di 鞍上の快傑..
Non si conoscono copie ancora esistenti della pellicola che viene considerata presumibilmente perduta.